# 創富生物科技
創富生物科技集團有限公司，簡稱創富生物科技集團或創富生物科技（英語：INNOMAXX Biotechnology Group Limited，港交所除牌時0340.HK），是一間曾在香港上市醫藥公司，2000年，由駿新能源收購廣信企業後更名。主要經營生產醫藥用品，但由於出現惡性競爭。於是出售醫藥股權，予給民營企業家，由中國礦業取代上市。

## 外部連結
- 中國礦業 WEBB-SITE.COM （页面存档备份，存于）